# Musculus hyoglossus
Der Musculus hyoglossus („Zungenbein-Zungen-Muskel“) gehört zu den äußeren Muskeln der Zunge, da er durch den Ursprung am Zungenbein (Corpus ossis hyoidei, Cornu majus ossis hyoidei) die Zunge in verschiedene Richtungen bewegen kann. Er strahlt fächerförmig in die Zunge ein und setzt an der Aponeurosis linguae an. Bei beidseitiger Kontraktion zieht er die Zunge nach hinten und nach unten, bei einseitiger Kontraktion nach unten und zur entsprechenden Seite.
Er ist im Zusammenspiel mit den anderen Muskeln wichtig für das Kauen, Schlucken, Sprechen und Saugen. Durch die Zungenmuskeln werden die Zungenlaute (Linguale) gebildet.

## Varietäten
Variable Abspaltungen des Muskels am Zungenbein nennt man Musculus chondroglossus.